# Gracilimesus gorbunovi
Gracilimesus gorbunovi är en kräftdjursart som först beskrevs av sensu Svavarsson (Svavarsson 1984.  Gracilimesus gorbunovi ingår i släktet Gracilimesus och familjen Ischnomesidae. Inga underarter finns listade i Catalogue of Life.